# Привольский сельский совет (Глуховский район)
Привольский сельский совет (укр. Привільська сільська рада) — входит в состав
Глуховского района
Сумской области
Украины.
Административный центр сельского совета находится в 
с. Приволье
.

## Населённые пункты совета
- с. Приволье
- с. Вознесенское
- с. Годуновка
- с. Москаленки
- с. Хотминовка